# St. Lawrence (Wisconsin)
St. Lawrence es un pueblo ubicado en el condado de Waupaca en el estado estadounidense de Wisconsin. En el Censo de 2010 tenía una población de 710 habitantes y una densidad poblacional de 7,83 personas por km².

## Geografía
St. Lawrence se encuentra ubicado en las coordenadas 44°28′9″N 89°3′1″O / 44.46917, -89.05028. Según la Oficina del Censo de los Estados Unidos, St. Lawrence tiene una superficie total de 90.65 km², de la cual 89.77 km² corresponden a tierra firme y (0.98%) 0.89 km² es agua.

## Demografía
Según el censo de 2010, había 710 personas residiendo en St. Lawrence. La densidad de población era de 7,83 hab./km². De los 710 habitantes, St. Lawrence estaba compuesto por el 99.3% blancos, el 0% eran afroamericanos, el 0.28% eran amerindios, el 0.28% eran asiáticos, el 0% eran isleños del Pacífico, el 0.14% eran de otras razas y el 0% pertenecían a dos o más razas. Del total de la población el 0.7% eran hispanos o latinos de cualquier raza.